# Сент-Олбанс (Західна Вірджинія)
Сент-Олбанс (англ. St. Albans) — місто (англ. city) в США, в окрузі Кенова штату Західна Вірджинія. Населення — 10 861 особа (2020).

## Географія
Сент-Олбанс розташований за координатами 38°22′39″ пн. ш. 81°49′9″ зх. д. / 38.37750° пн. ш. 81.81917° зх. д. (38.377616, -81.819251).  За даними Бюро перепису населення США в 2010 році місто мало площу 9,56 км², з яких 9,37 км² — суходіл та 0,20 км² — водойми.

## Демографія
Згідно з переписом 2010 року, у місті мешкали 11 044 особи в 4969 домогосподарствах у складі 3073 родин. Густота населення становила 1155 осіб/км².  Було 5436 помешкань (568/км²).
Расовий склад населення:
| - 94,0 % — білих - 3,4 % — чорних або афроамериканців - 0,5 % — азіатів - 0,3 % — корінних американців |

До двох чи більше рас належало 1,6 %. Частка іспаномовних становила 0,8 % від усіх жителів.
За віковим діапазоном населення розподілялося таким чином: 19,5 % — особи молодші 18 років, 59,9 % — особи у віці 18—64 років, 20,6 % — особи у віці 65 років та старші. Медіана віку мешканця становила 45,0 року. На 100 осіб жіночої статі у місті припадало 88,2 чоловіків;  на 100 жінок у віці від 18 років та старших — 84,0 чоловіків також старших 18 років.
Середній дохід на одне домашнє господарство  становив 63 881 долар США (медіана — 44 758), а середній дохід на одну сім'ю — 74 056 доларів (медіана — 56 691). Медіана доходів становила 42 400 доларів для чоловіків та 35 933 долари для жінок. За межею бідності перебувало 13,3 % осіб, у тому числі 25,9 % дітей у віці до 18 років та 10,3 % осіб у віці 65 років та старших.
Цивільне працевлаштоване населення становило 4986 осіб. Основні галузі зайнятості: освіта, охорона здоров'я та соціальна допомога — 22,4 %, роздрібна торгівля — 12,0 %, науковці, спеціалісти, менеджери — 11,7 %.